# Sloanbaataridae
Sloanbaataridae — родина викопних ссавців ряду Багатогорбкозубі (Multituberculata). Це були дрібні, травоїдні, гризуноподібні ссавці. Вони жили в епоху динозаврів, у кінці крейди на території Центральної Азії.

## Класифікація
- Родина Sloanbaataridae Kielan-Jaworowska, 1974
  - Рід †Kamptobaatar Kielan-Jaworowska, 1970
    - †K. kuczynskii Kielan-Jaworowska, 1970

  - Рід †Nessovbaatar Kielan-Jaworowska & Hurum, 1997
    - †N. multicostatus Kielan-Jaworowska & Hurum, 1997

  - Рід †Sloanbaatar Kielan-Jaworowska, 1974
    - †S. mirabilis Kielan-Jaworowska, 1974 [Sloanbaatarinae]